# Dega
Dega är ett berg i Eritrea.   Det ligger i regionen Debubregionen, i den centrala delen av landet, 90 km sydost om huvudstaden Asmara. Toppen på Dega är 3 047 meter över havet.
Terrängen runt Dega är kuperad åt nordväst, men åt sydost är den bergig. Dega är den högsta punkten i trakten. Runt Dega är det ganska glesbefolkat, med 42 invånare per kvadratkilometer. Närmaste större samhälle är Adi Keyh, 18,6 km nordväst om Dega. Omgivningarna runt Dega är i huvudsak ett öppet busklandskap.